# Осада Хотина (1769)
Осада Хотина — одна из значительных кампаний русской армии во время русско-турецкой войны 1768—1774 годов.

## Первая осада
Первая русская армия под командованием князя Голицына 15 апреля 1769 года форсировала Днестр и двинулась к турецкой крепости Хотин. Гарнизон Хотина составлял около 30 тысяч человек. Голицын имел 80 тысяч человек, однако на штурм не решился. Представив произошедшую 19 апреля обычную стычку с турками как большой успех, он 21 апреля приказал отойти от Хотина. 25 апреля его армия переправилась у Калюса и оставалась в Подолии целые два месяца, до конца июня, в ожидании подвоза припасов.

## Вторая осада
Екатерина II была возмущена действиями Голицына, и отправила рескрипт с требованием возвращения армии под Хотин. В первых числах июля Голицын во второй раз переправился через Днестр, разбил турок при Пашкивцах и обложил Хотин. Не имея возможности вести правильную осаду из-за недостатка осадной артиллерии, Голицын предпринял блокаду крепости, чтобы голодом принудить гарнизон к сдаче. С этою целью генерал Ренненкампф с частью армии оставлен был против крепости, на левой стороне Днестра; главные силы были расположены на правой стороне реки, выше Хотина, а ниже крепости, с той стороны, откуда гарнизон мог ожидать подкреплений, поставлен был небольшой отряд генерал-майора князя Прозоровского.
Сам визирь Магомед-паша не отважился идти сам к Хотину, а приказал крымскому хану, стоявшему с татарским ополчением у Бендер, двинуться в помощь осажденной крепости. 22 июля хан, с 25 тысячами человек, появился перед блокадным корпусом и атаковал его одновременно с вылазкой гарнизона, но Голицын отбил нападение многочисленного татарского войска, застав хана отступить к Липчанам на Пруте.
25 июля к Хотину двинулось турецкое войско вместе с татарской ордой под общим командованием Молдованджи Али-паши. Получив известие об усилении неприятеля у Липчан, князь Голицын стянул к главным силам все свои отряды и освободил от блокады крепость. 1 августа он собрал военный совет, на котором было решено опять уходить за Днестр. С этою целью 2 августа войска были переведены по понтонному мосту, установленному в нескольких верстах выше Хотина, на левую сторону реки, и расположились сперва в десяти, а потом в четырёх верстах от крепости.
Вторичное возвращение из-за Днестра произвело сильное раздражение в Петербурге, тем более что весь июль Голицын слал донесения об успехах. Терпение Екатерины иссякло, и 13 августа князю Голицыну было приказано оставить армию, в командование которой должен был вступить генерал-аншеф граф Румянцев. Тем не менее, Голицын до своего отъезда из армии успел добиться успеха.

## Бои на подступах
Во второй половине августа Молдаванджи-паша перешёл к активным действиям, стремясь форсировать Днестр и прорваться в Подолию. Несмотря на противодействие русских отрядов, туркам удалось соорудить переправу. 29 августа войска Молдаванджи-паши переправились через Днестр и атаковали позиции Голицына. Решающую роль в этом упорном сражении у Рачевского леса, которое длилось более 12 часов, сыграла артиллерия 1-й армии под командованием полковника П. И. Мелессино. В результате её огня, турки, потеряв 3 тысяч убитыми, были вынуждены отойти обратно за реку. Потери русских 182 убитых и 337 раненых, кроме того русские взяли 10 знамён.
В начале сентября Молдаванджи-паша из-за нехватки продовольствия решил предпринять рейды за Днестр для сбора фуража силами отдельных отрядов (от 5 до 12 тысяч чел.). 6 сентября 12-тысячный отряд двухбунчужного паши Орай Углу, отправленный за Днестр, попытался закрепиться на правом берегу. В ходе жестоко боя он был разгромлен, потеряв несколько тысяч чел. Урон русских – свыше 600 чел. В следующие два дня остатки турецкого корпуса были уничтожены.
Провал попыток наступления и нехватка продовольствия деморализовали турецкую армию. 9 сентября она оставила Хотин и отступила к Яссам. По пути значительная её часть разбежалась. Покинули Молдавию и войска крымского хана.
10 сентября русские войска без боя заняли брошенный турками Хотин. 13 сентября основные силы Голицына вновь отошли на левый берег Днестра, поближе к своим базам снабжения. 18 сентября Голицын оставил армию, в командование которой вступил её новый командующий – генерал-аншеф П. А. Румянцев.